# Chamblon
Chamblon es una comuna suiza del cantón de Vaud, situada en el distrito de Jura-Nord vaudois. Limita al norte con la comuna de Montagny-près-Yverdon, al este y sureste con Treycovagnes, al oeste con Suscévaz, y al noroeste con Champvent.
La comuna formó parte hasta el 31 de diciembre de 2007 del distrito de Yverdon, círculo de Champvent.

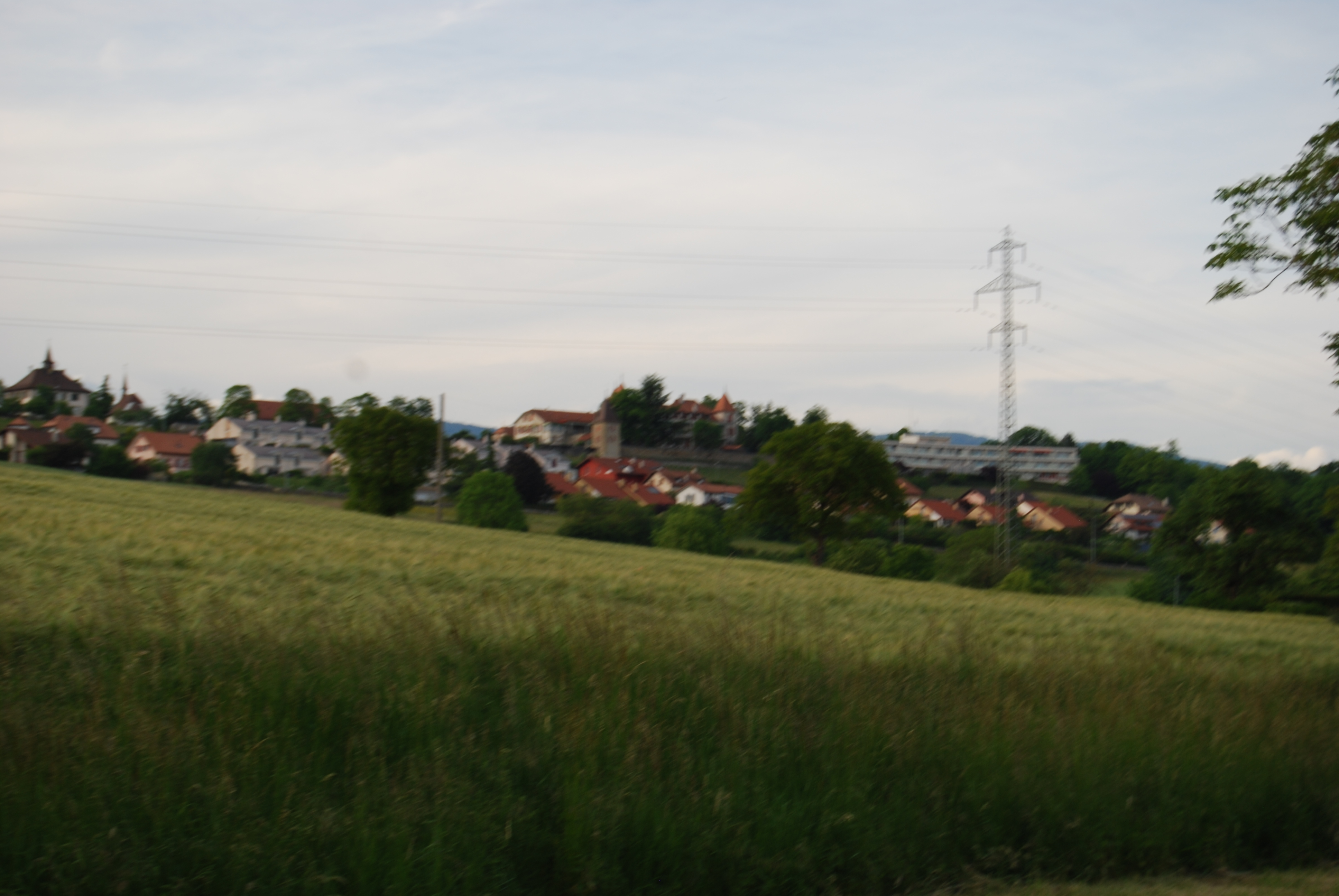
Chamblon